# 러브 데스티니
《러브 데스티니》(영어: Love Destiny)는 2018년 2월 21일부터 4월 11일까지 채널 3에서 방영한 2018년 태국의 역사 텔레비전 시리즈이다. 로맨스, 코미디 및 시간 여행의 요소들이 들어가있으며, 라니 캄펜과 타나왓 왓타나폼이 출연했다. 태국은 물론, 아시아 전역에서 인기를 얻었다. 정교한 각본과 의상, 장소로 큰 성공을 거두며 드라마 촬영지의 관광객 상승세에 큰 기여를 하였다. 태국 현지판 제목은 천생연분(태국어: บุพเพสันนิวาส 붑페산니왓[*])이다.

## 줄거리
고고학자인 껫수랑(라니 캄펜)은 아유타야에서 수학 발굴 여행을 마치고 집에 돌아가는 길에 교통사고를 당하게 된다. 사고가 일어나는 순간 껫수랑은 나라이 왕(1656–1688)의 통치 기간 동안 아유타야 왕국의 수도 아유타야에 살고 있던 핏사눌록의 통치자의 딸인 까라께드(การะเกด)를 만나게 된다. 그리고 까라께드는 껫수랑에게 자신의 몸을 주는 대신 착하게 살으라는 말을 하고 떠나며, 까라께드의 몸으로 일어나게 된다. 그는 나라이 왕의 수석 점성가인 프라야 호라티보디(พระยาโหราธิบดี)의 집에서 살았는데, 그는 그의 약혼자인 무엔 순톤 테와의 귀족 칭호를 가지고 있는 외교부 관리 뎃(타나왓 왓타나폼)의 아버지이다. 껫수랑과 같은 현대 여성의 기이하고 멍청한 행동은 모두에게 충격을 주지만, 껫수랑의 착한 마음은 까라께드에 대한 태도를 바꾸고, 결국 그들의 마음과 정신을 사로잡았다. 껫수랑은 까라께드의 몸으로 그 시대의 역사적인 사건들에 대한 자신의 지식으로 사람들을 놀라게 하고, 미래에 그녀가 배운 지식의 진실성에 의문을 제기한다.
이 드라마에는 프랑스 루이 14세의 궁정에서 승인받은 아유타야 대사관과 판이 대사로 참여하는 내용도 포함되어 있다. 그리고 나라이 왕의 외국인 혐오증 섭정인 프라 펫 라차의 성공적인 사업은 권력을 잡고 왕국의 기독교인들을 제거한다. 이 쿠데타는 불교 성직자들과 나라이의 친딸인 수다와디 공주에 의해 지지를 받으며 아유타야의 총리 고문직을 맡고 태국의 귀족 칭호인 차오 프라야 위차이엔을 맡고 있는 폴콘의 처형으로 이어진다.:59,64

## 방송 시간

### 첫 방송
| 방송 채널 | 방송 소재지                  | 첫 방송          | 방송 시간                              |
| --------- | ---------------------------- | ---------------- | -------------------------------------- |
| 채널 3    | 태국                         | 2018년 2월 21일  | 월 ~ 금 20:20 - 22:50                  |
| dimsum    | 말레이시아 싱가포르 브루나이 | 2018년 12월 19일 | 시리즈 런칭. 중국어, 영어 무자막 탑재. |
| J2        | 홍콩                         | 2019년 11월 28일 | 월 ~ 금 18:00 - 19:00                  |
| TVasia    | 대한민국                     | 2020년 1월 11일  | 월 ~ 금 19:30 - 20:30                  |
| 채널 U    | 싱가포르                     | 2020년 3월 14일  | 월 ~ 금 21:00 - 23:00                  |
| TVS       | 말레이시아                   | 2021년 8월 30일  | 월 ~ 금 18:15-19:00                    |
| 공영 방송 | 대만                         | 2023년 5월 1일   | 월 ~ 금 11:00-12:00                    |

### 재방송
| 방송 채널 | 방송 소재지 | 첫 방송         | 방송 시간             |
| --------- | ----------- | --------------- | --------------------- |
| 채널 3    | 태국        | 2018년 5월 11일 | 월 ~ 금 18:45 - 19:45 |
| 채널 3    | 태국        | 2023년 8월 10일 | 월 ~ 금 19:00 - 20:00 |
| 채널 U    | 싱가포르    | 2020년 9월 9일  | 월 ~ 금 18:00 - 19:00 |
| 채널 U    | 싱가포르    | 2022년 7월 4일  | 월 ~ 금 17:00 - 18:00 |
| 채널 U    | 싱가포르    | 2023년 8월 11일 | 월 ~ 금 18:00 - 19:00 |
| 공영 방송 | 대만        | 2023년 5월 1일  | 월 ~ 금 23:00-24:00   |
| 공영 방송 | 대만        | 2023년 8월 29일 | 월 ~ 금 09:00-11:00   |

## 등장인물

### 주연
- 라니 캄펜 : 껫수랑 및 까라께드 역
- 타나왓 왓타나폼 : 뎃(프라야 호라티보디 및 짬빠의 아들) 역
- 루이스 스콧 : 콘스탄틴 폴콘
- 수시라 안젤리나 낸나 : 마리아 구요마르 데 피냐(폴콘의 아내) 역 :
- 쁘라마 이마노타이 : 르앙 릿 역
- 깐나라 윙카쫀끌라이 : 찬와드(렉과 님의 딸) 역

### 조연
- 프라팟파돈 쑤완방 : 나라이 대왕 역
- 사룻 위칫타논 : 펫라차(나라이의 섭정) 역
- 찌라유 딴뜨라꾼 : 르앙 소라삭(프라 펫 라차의 아들) 역
- 니룻 시리짠야 : 프라야 호라티보디(나라이의 수석 점성가인) 역
- 차마이폰 짜뚜라풋 : 짬빠(프라야 호라티보디의 아내) 역
- 수라삭 차이앗 : 꼬사 렉(나라이 외무대신) 역
- 찻차이 응암산 : 꼬사 판(렉의 동생) 역
- 라차니 시랄릇 : 님(렉의 아내) 역
- 암파 푸싯 : 쁘릭(짬빠의 하인) 역
- 위몬판 찰리장한 : 추안(짬빠의 하인) 역
- 짠야 타나사왕꾼 : 삔(까라께드의 하인) 역
- 라미다 쁘라팟노본 : 얨(까라께드의 하인) 역
- 윗사룻 힘마랏 : 쪼이(뎃의 하인) 역

### 특별 출연
- 파위나 차리프사꾼 : 껫수랑 엄마 역
- 반쓰리 야마파이 : 껫수랑 할머니 역
- 타차야 쁘라툼완 : 쁘라피(나라이의 양아들) 역
- 나타놉 츤히란 : 시쁘랏(뎃의 형) 역
- 통카우 팟타라촉차이 : 마리아의 아버지 역
- 수자나 르노 : 클라라(마리아의 하인) 역
- 와리야 타이셋 : 클라우디아(마리아의 하인) 역
- 왓차라차이 순톤시리 : 아찬 치 빠 카오(하얀 옷을 입은 주인) 역
- 위사와윗 웡완나롭 : 르앙 시 욧(나라이의 장관) 역
- 피터 투인스트라 : 시몬 드 라 루베르 역

## OST
- "Bupphesanniwat" (บุพเพสันนิวาส), 오픈 테마 by 사란유 위나이파닛
- "Phiang Sop Ta" (เพียงสบตา; "Just Eye Contact"), 엔딩 테마 by 사룬랏 딘
- "Ochao Oei" (ออเจ้าเอย; "Thou Oh Thou") by 피트 폰 노파위차이
  - 스페셜 버전 by 타나왓 왓타나폼
- "Thoe No Thoe" (เธอหนอเธอ; "You Oh You") by Wathiya Ruangnirat
  - 스페셜 버전 by 라니 캄펜

## 시청률
최저 시청률과 최고 시청률은 시청률 조사회사와 지역별로 시청률에 차이가 있을 수 있습니다.
| 회차        | 방송일          | 시청률 | 시청률 |
| 회차        | 방송일          | 전국   | 방콕   |
| ----------- | --------------- | ------ | ------ |
| 1           | 2018년 2월 21일 | 3.4%   | 5.8%   |
| 2           | 2018년 2월 22일 | 4.8%   | 7.5%   |
| 3           | 2018년 2월 28일 | 7.3%   | 11.6%  |
| 4           | 2018년 3월 1일  | 8.2%   | 13.0%  |
| 5           | 2018년 3월 7일  | 11.4%  | 16.0%  |
| 6           | 2018년 3월 8일  | 12.6%  | 19.8%  |
| 7           | 2018년 3월 14일 | 14.8%  | 20.5%  |
| 8           | 2018년 3월 15일 | 15.5%  | 22.8%  |
| 9           | 2018년 3월 21일 | 16.0%  | 23.4%  |
| 10          | 2018년 3월 22일 | 16.0%  | 21.4%  |
| 11          | 2018년 3월 28일 | 17.4%  | 22.6%  |
| 12          | 2018년 3월 29일 | 17.4%  | 23.9%  |
| 13          | 2018년 4월 4일  | 17.4%  | 21.8%  |
| 14          | 2018년 4월 5일  | 17.9%  | 23.9%  |
| 15          | 2018년 4월 11일 | 18.6%  | 23.4%  |
| 평균 시청률 | 평균 시청률     | 13.3%  | 18.5%  |

### 스페셜
| 회차        | 방송일          | 시청률 | 시청률 |
| 회차        | 방송일          | 전국   | 방콕   |
| ----------- | --------------- | ------ | ------ |
| 스페셜 1    | 2018년 4월 12일 | 10.1%  | 12.6%  |
| 스페셜 2    | 2018년 4월 18일 | 8.6%   | 12.3%  |
| 스페셜 3    | 2018년 4월 19일 | 8.0%   | 12.5%  |
| 평균 시청률 | 평균 시청률     | 9.1%   | 12.5%  |